# Bulbophyllum vanum
Bulbophyllum vanum là một loài phong lan thuộc chi Bulbophyllum.